# Carbonemys
Carbonemys cofrinii – gatunek wymarłego żółwia, żyjący na terenach współczesnej Kolumbii w okresie wczesnego paleocenu 60 mln lat temu, a więc 5,5 mln lat po wymieraniu pod koniec kredy.
Okaz holotypowy Carbonemysa został odkryty w 2005 roku przez naukowca z Karoliny Północnej, Edwina Madenę w kolumbijskiej kopalni węgla. Karapaks tego żółwia osiągał 1.72 m długości, co czyni Carbonemys cofrinii jednym z największych żółwi lądowych w dziejach.
Carbonemys cofrini był roślinożerny. Szczęki tego żółwia były tak mocne, że - gdyby żywiłby się on mięsem - mógłby zjeść nawet krokodyla. Carbonemys koegzystował z 15-metrowymi wężami z rodzaju Titanoboa.

## W grach
Fikcyjny gatunek rodzaju, Carbonemys obibimus, występuje w grze Ark: Survival Evolved, w której można go oswoić i ujeżdżać.